# FN's Global Compact
FN's Global Compact blev introduceret i 1999 af FN. Det er et sæt retningslinjer for virksomheders brug af samfundsansvar. Virksomheder behøver ikke at følge retningslinjerne, men de kan dog vælge at formelt tilslutte sig dem. Hvis en virksomhed har tilsluttet sig Global Compact skal den årligt rapportere, hvordan de ti principper er blevet implementeret i virksomheden. I Danmark er det lovpligtigt for virksomheden at informere om brugen af CSR. Dette gøres sædvanligvis i årsrapporten, men kan også laves i en særskilt rapport.
FN’s Generalsekretær Ban Ki-moon udpegede 25. juni 2015 tidligere koncerndirektør i Novo Nordisk Lise Kingo som ny direktør .

## De ti principper
Global Compacts ti principper er delt op i fire hovedgrupper. Disse er menneskerettigheder, arbejdstagerrettigheder, miljø og anti-korruption. Menneskerettigheds-princippet stammer fra FN's menneskerettighedserklæring fra 1948. Arbejdstagerrettighederne har baggrund i ILOs Erklæring om Grundlæggende Arbejdstagerrettigheder fra 1998.
Miljødelen har baggrund i Agenda 21 fra Rio-konferencen i 1992. Anti-korruptionsprincippet har baggrund i FNs Konvention mod Korruption fra 1996.
1. Virksomheden bør støtte og respektere beskyttelsen af internationalt erklærede menneskerettigheder, og
2. sikre, at den ikke medvirker til krænkelse af menneskerettighederne.
3. Virksomheden bør opretholde foreningsfrihed og effektivt anerkende retten til kollektiv forhandling,
4. støtte udryddelsen af alle former for tvangsarbejde,
5. støtte effektiv afskaffelse af børnearbejde, og
6. afskaffe diskrimination i relation til arbejds- og ansættelsesforhold.
7. Virksomheden bør støtte en forsigtighedstilgang til miljømæssige udfordringer,
8. tage initiativ til at fremme en større miljømæssig ansvarlighed, og
9. opfordre til udvikling og spredning af miljøvenlige teknologier.
10. Virksomheden bør modarbejde alle former for korruption, herunder afpresning og bestikkelse.

## Eksterne kilder og henvisninger
1. ↑  Lise Kingo sætter sig i spidsen for FN's Global Compact Arkiveret 30. juni 2015 hos  Wayback Machine um.dk 25.06.2015
2. ↑  Lise Kingo skal bringe bæredygtighed til FN altinget.dk 26. juni 2015
3. ↑  "Konvention mod Korruption". Arkiveret fra originalen 8. april 2011. Hentet 11. marts 2012.

- FN's Global Compact Arkiveret 19. marts 2012 hos  Wayback Machine